# 米什金卡兰

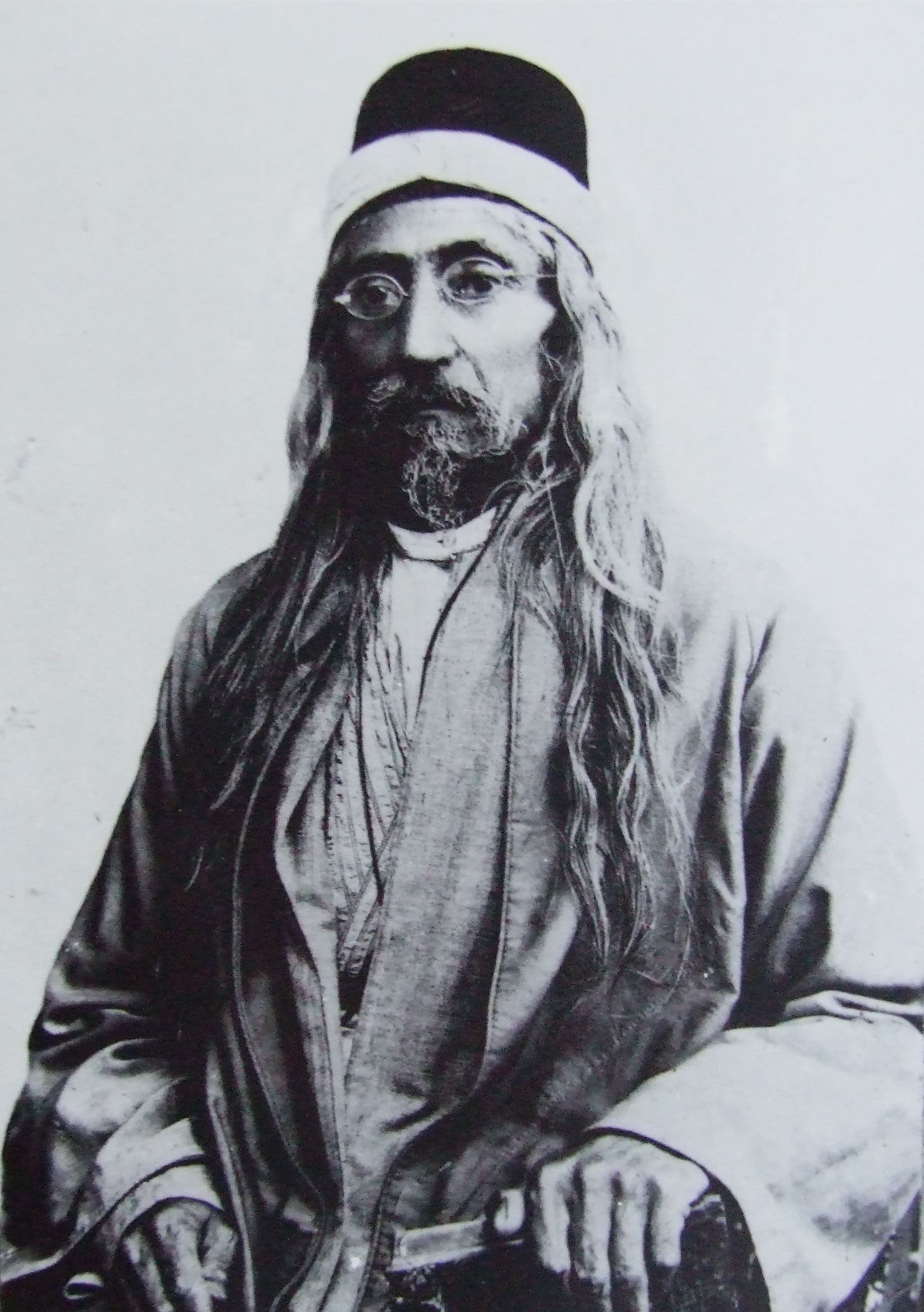

米什金卡兰（阿拉伯语：‎，意為「麝香味的筆」或「漆黑色的筆」，1826年—1912年）是一位知名巴哈伊信徒兼十九名巴哈歐拉的使徒之一。同時，他也是十九世紀波斯知名的書法家。他設計了如今廣為世界巴哈伊使用的至大聖名符號。

## 背景

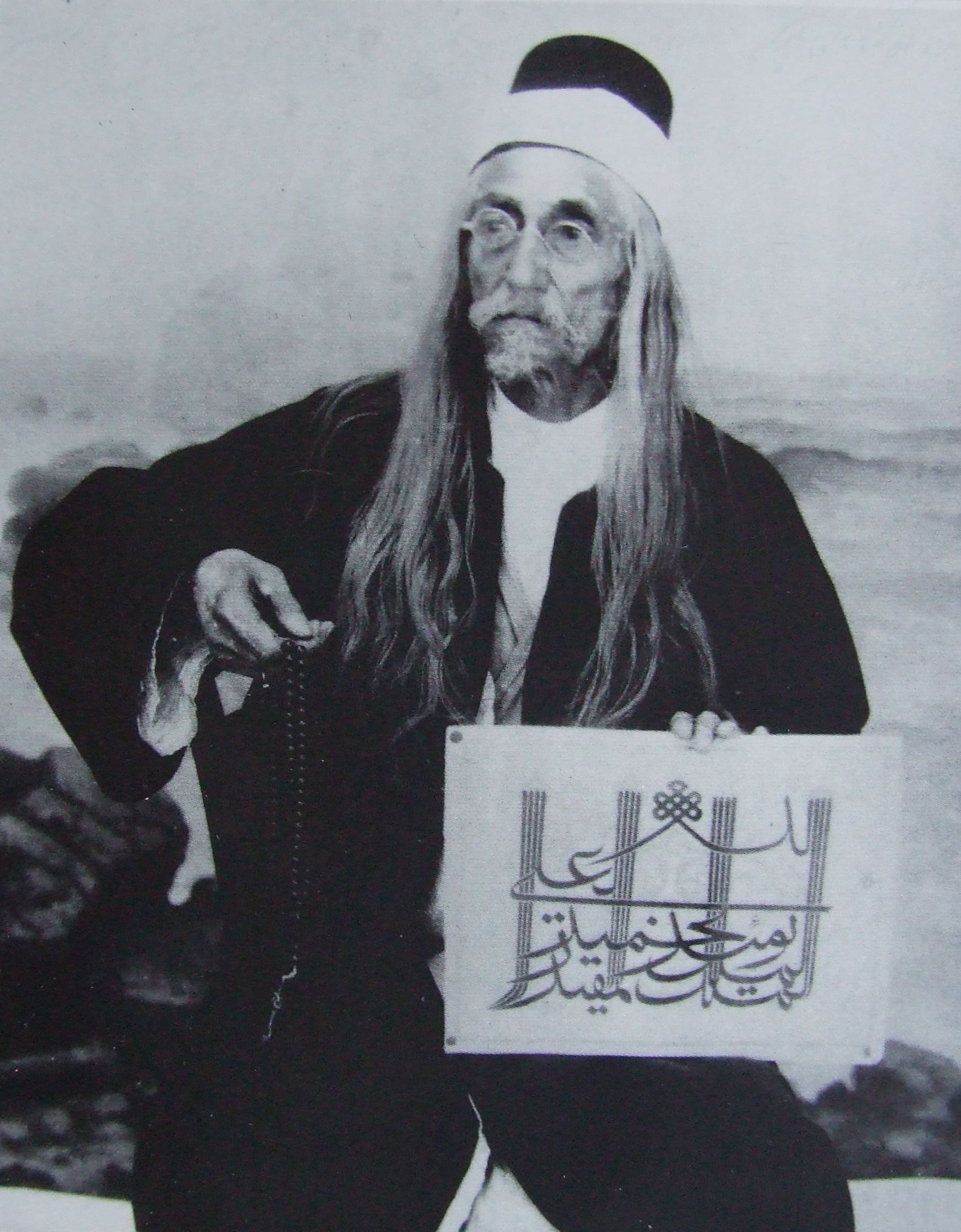

米什金卡兰出生於設拉子，但是居住於伊斯法罕，並在那裡首次聽說了巴哈伊信仰。幾年後，在他去巴格達旅行期間，又從Zaynu'l-Muqarrabín和Nabíl-i-Aʻzam那裡了解了更多細節，但是在他去往埃迪爾內見到巴哈歐拉後，他才確定自己的巴哈伊身份
在成為巴哈伊之前，他是一位蘇菲主義者。

## 監禁
米什金卡兰被巴哈歐拉派往伊斯坦布爾，在那裡他開始通過他的藝術作品與強有力的說明傳播著巴哈伊信仰。波斯大使因此向鄂圖曼帝國蘇丹的大臣抱怨，而米什金卡兰很快就被逮捕。在巴哈歐拉被流放至阿卡的時候，米什金卡兰被與米爾扎·葉海亞的追隨者一起流放至塞浦路斯。從1868年到1877年，當他在塞浦路斯的阿莫霍斯托斯時一直被囚禁。
米什金卡兰在塞浦路斯脫離鄂圖曼帝國後被釋放。1886年，米什金卡兰動身前往阿卡，並居住在那直至1892年巴哈歐拉去世。其後，米什金卡兰拜訪了埃及、大馬士革和印度。他在印度停留至1905年，並在那之後回到了海法直至其去世。

## 書法
米什金卡兰是一位知名的書法家。阿博都巴哈稱其為第二個米尔埃玛德哈萨尼。米尔埃玛德哈萨尼是一位活躍於16世紀萨非王朝的，可能是最著名的波斯書法家。
當他在埃迪爾內拜訪巴哈歐拉時，他時常以各種不同的形式書寫意為至為榮耀之榮耀的「阿巴哈歐阿帕哈」。其中一個作品現在成為巴哈伊信仰中使用最為普遍的三大符號之一的至大聖名。

## 作品

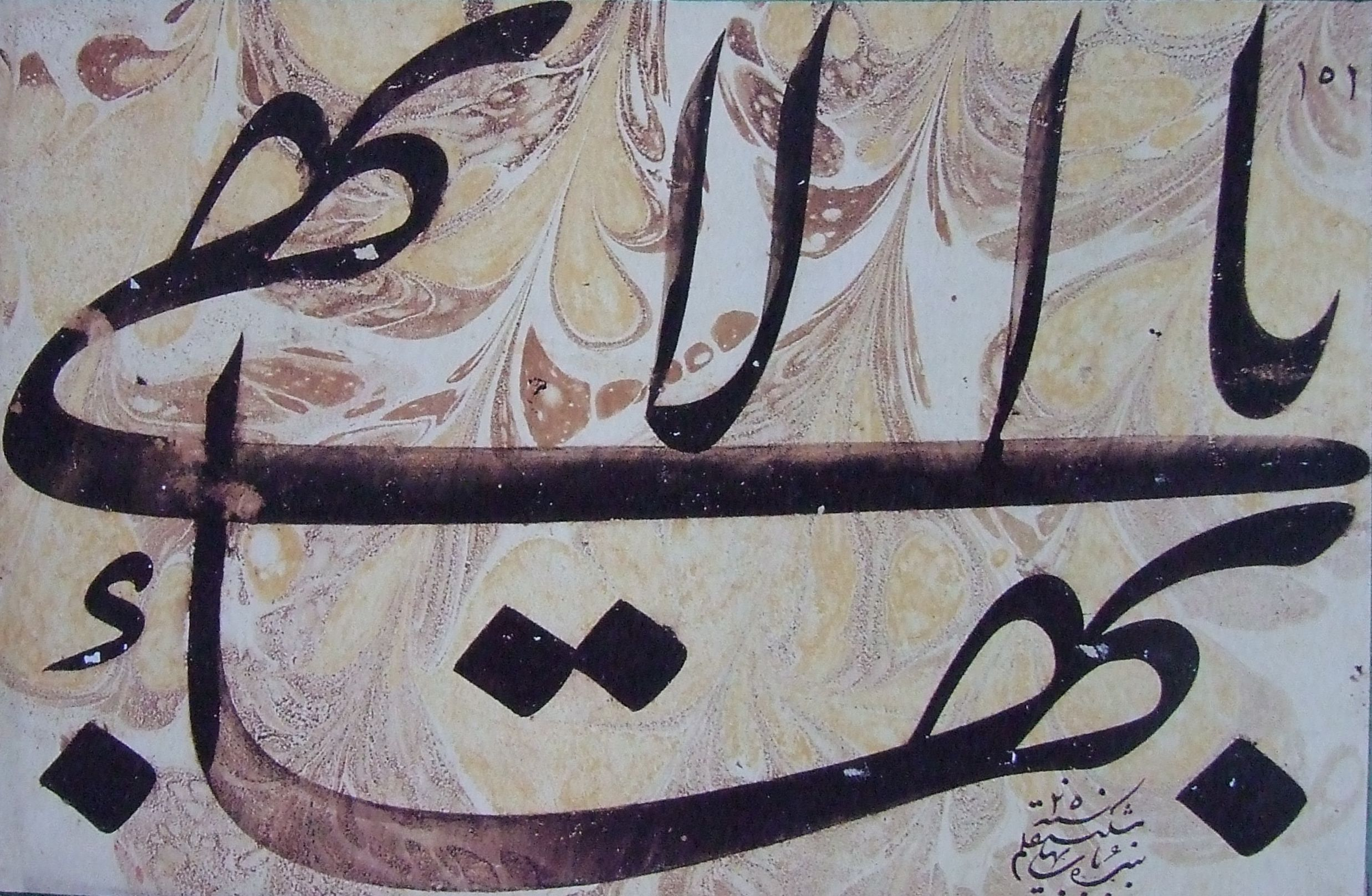
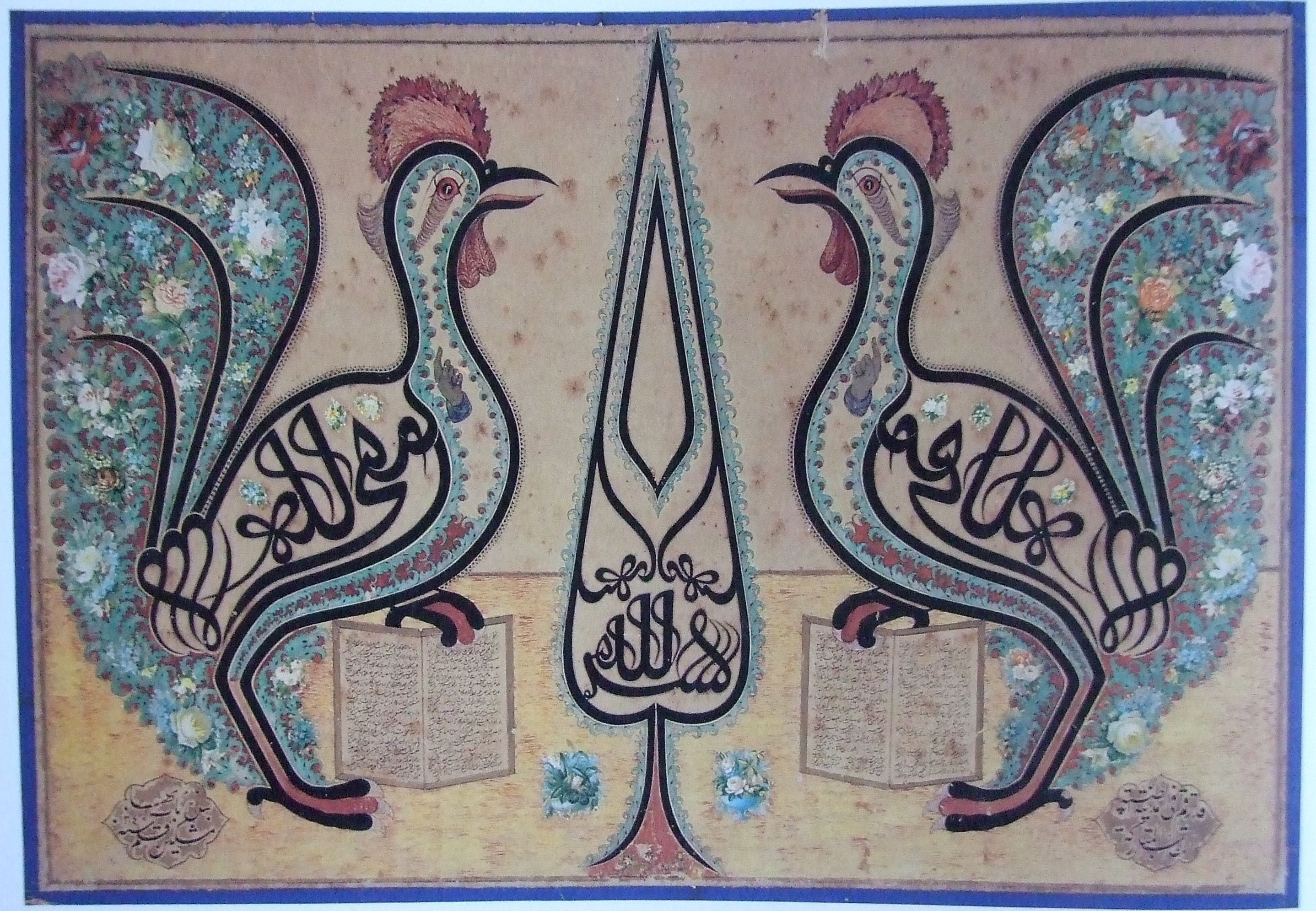
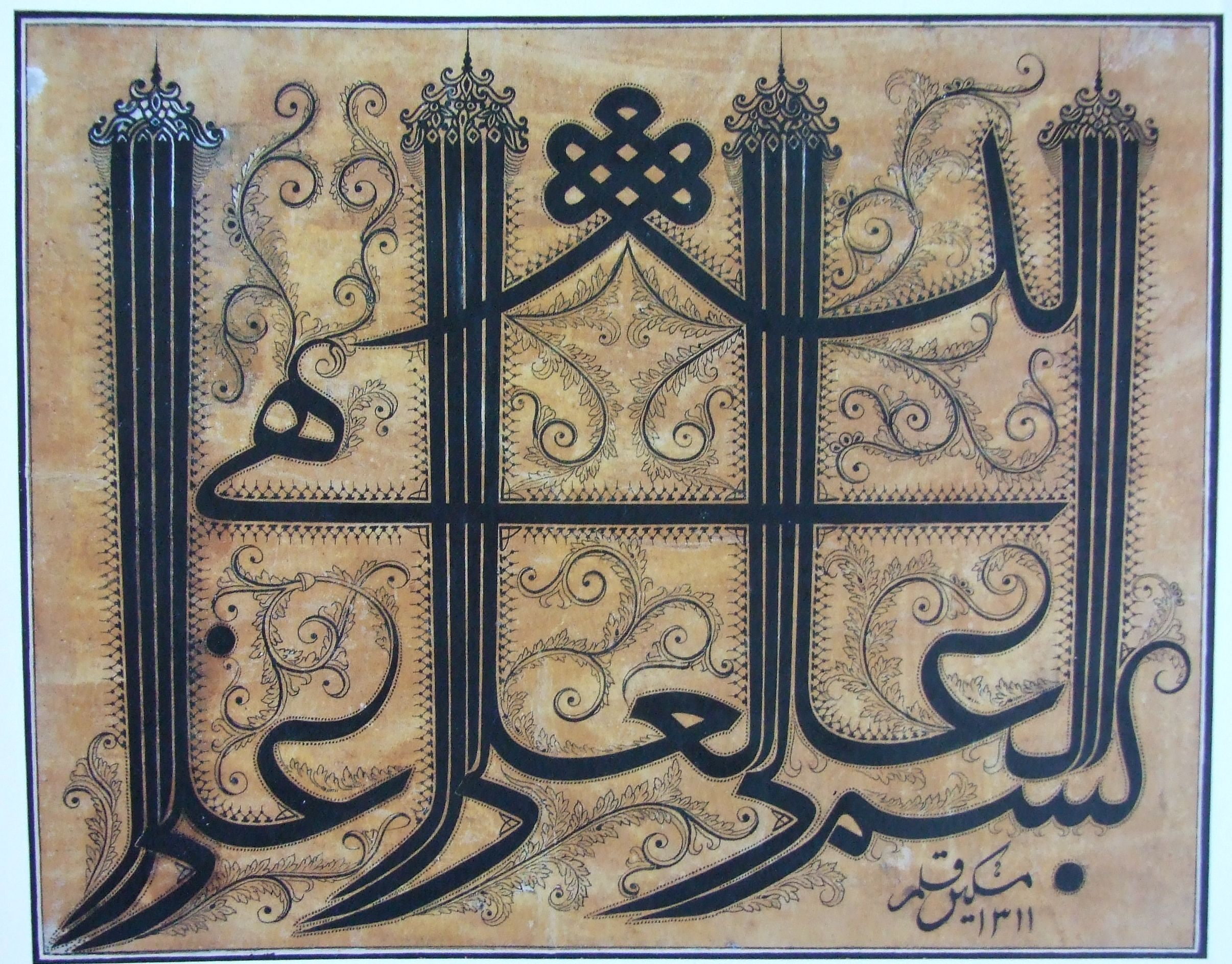
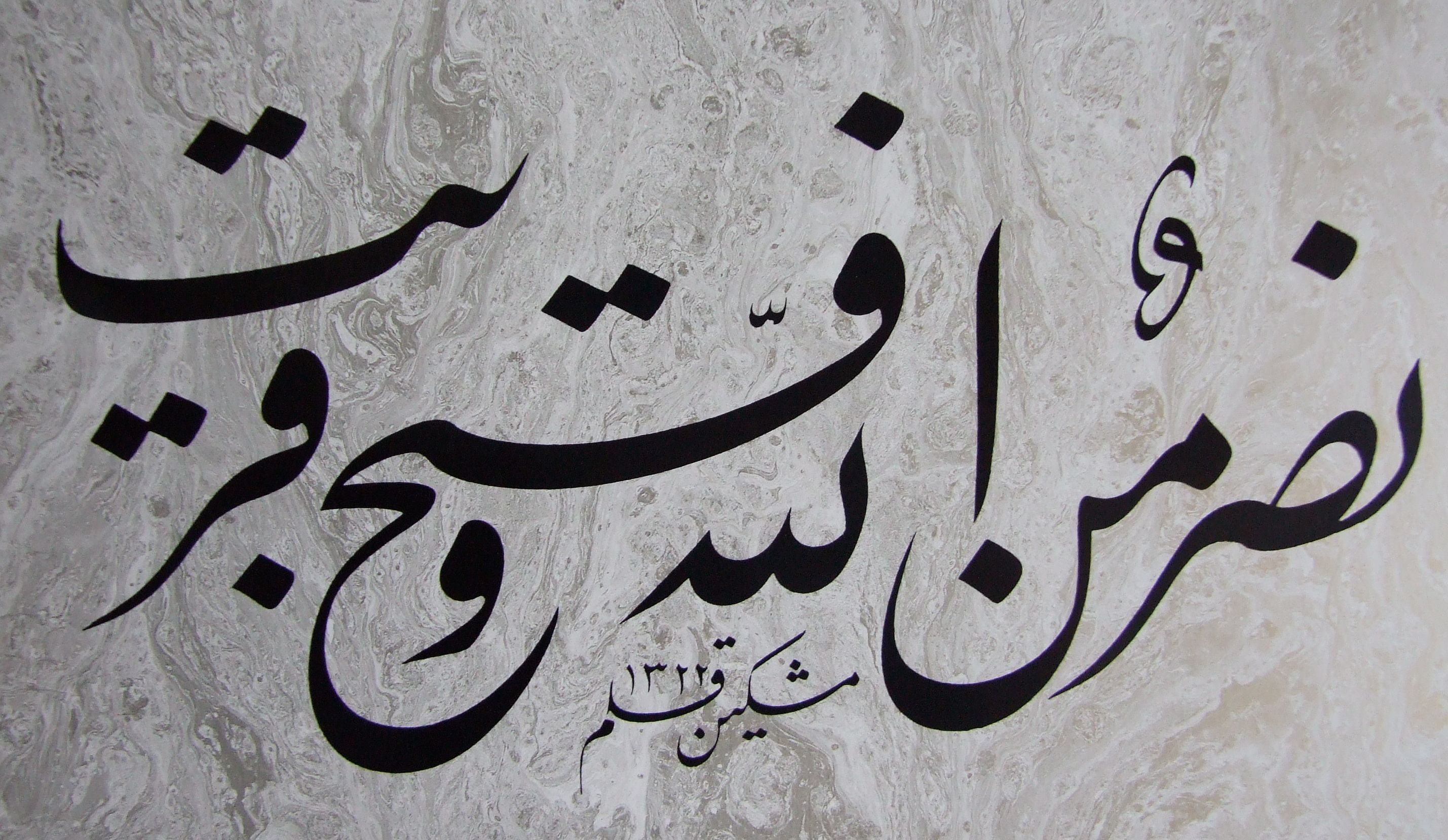
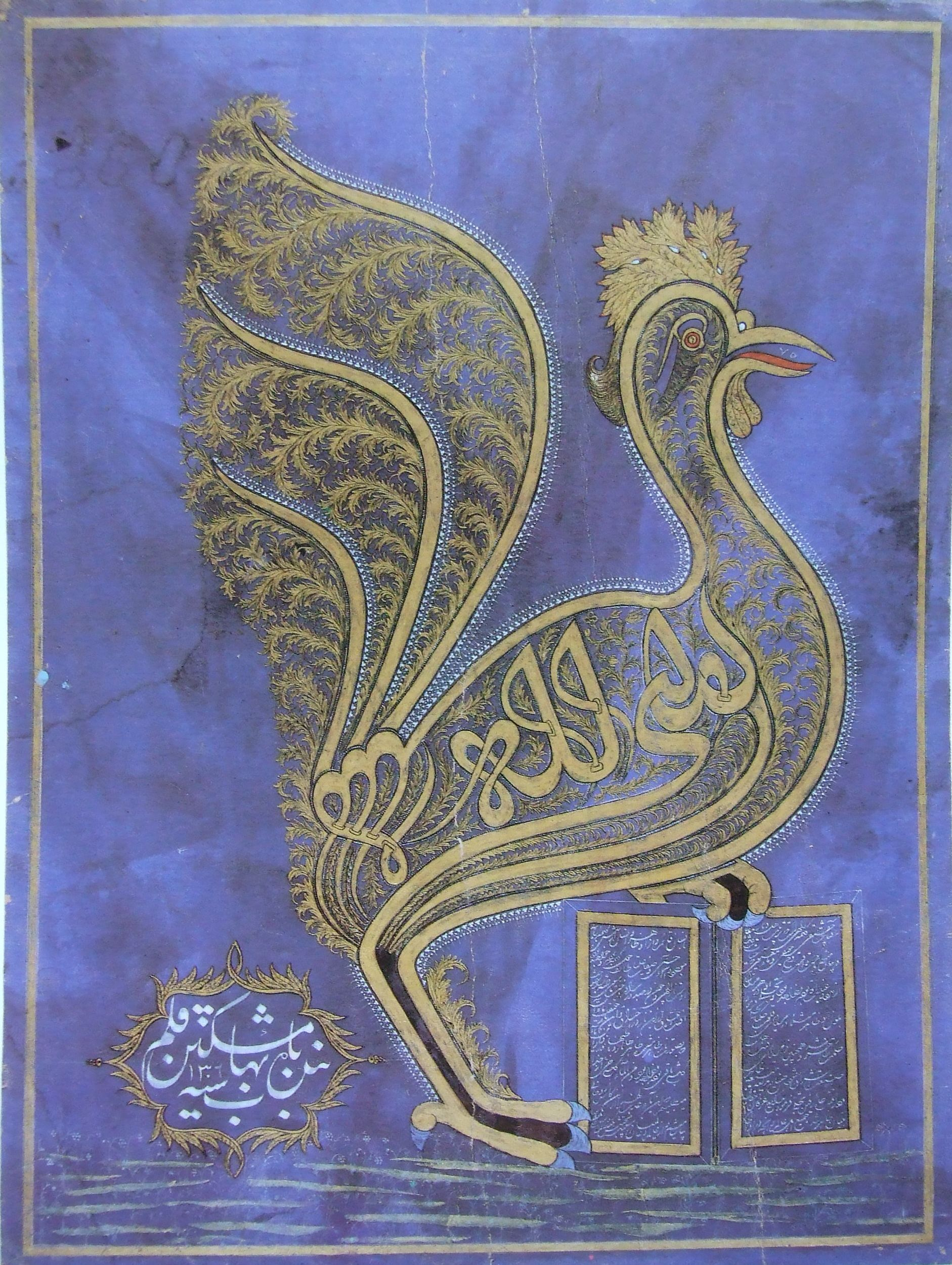
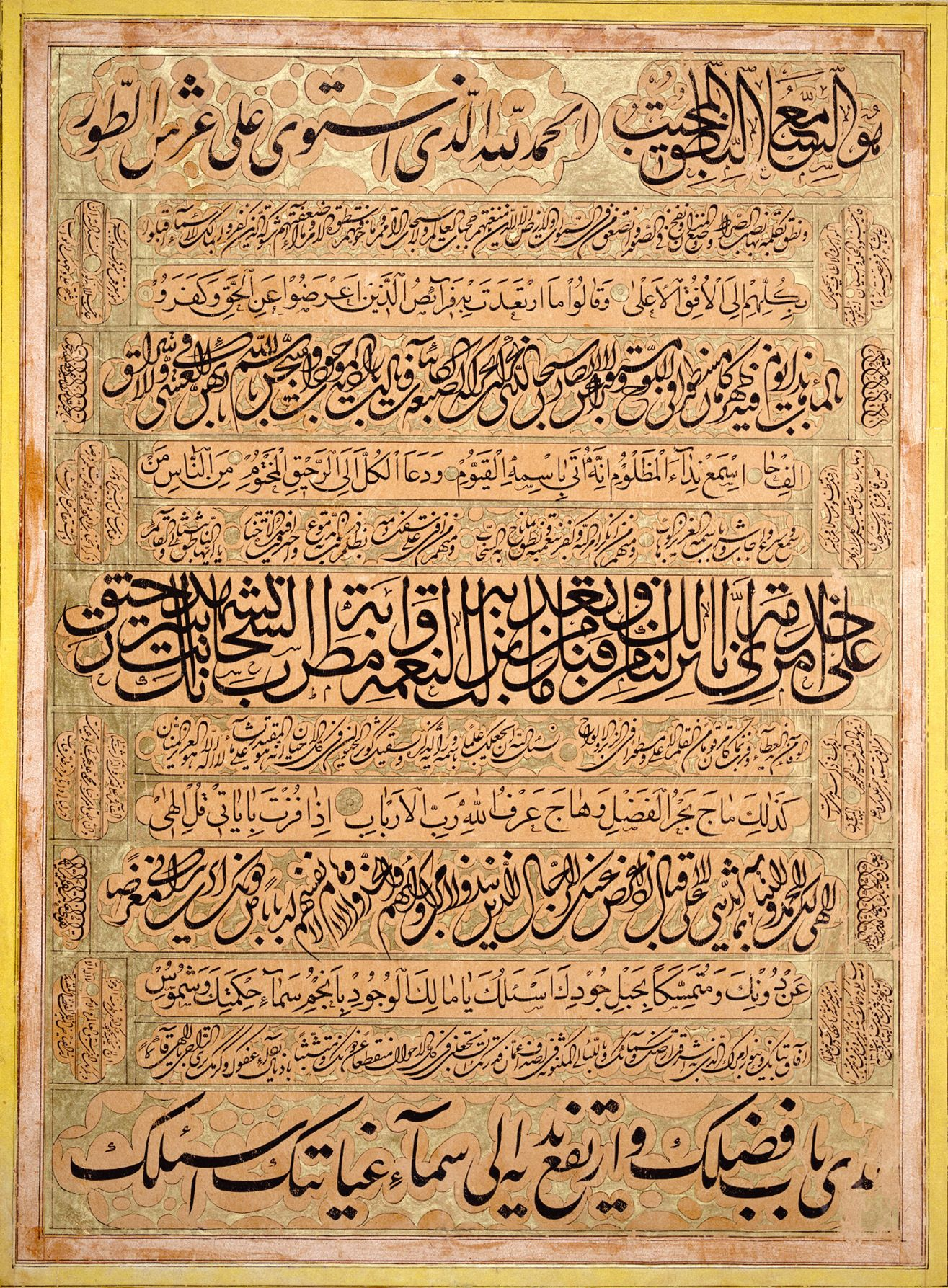
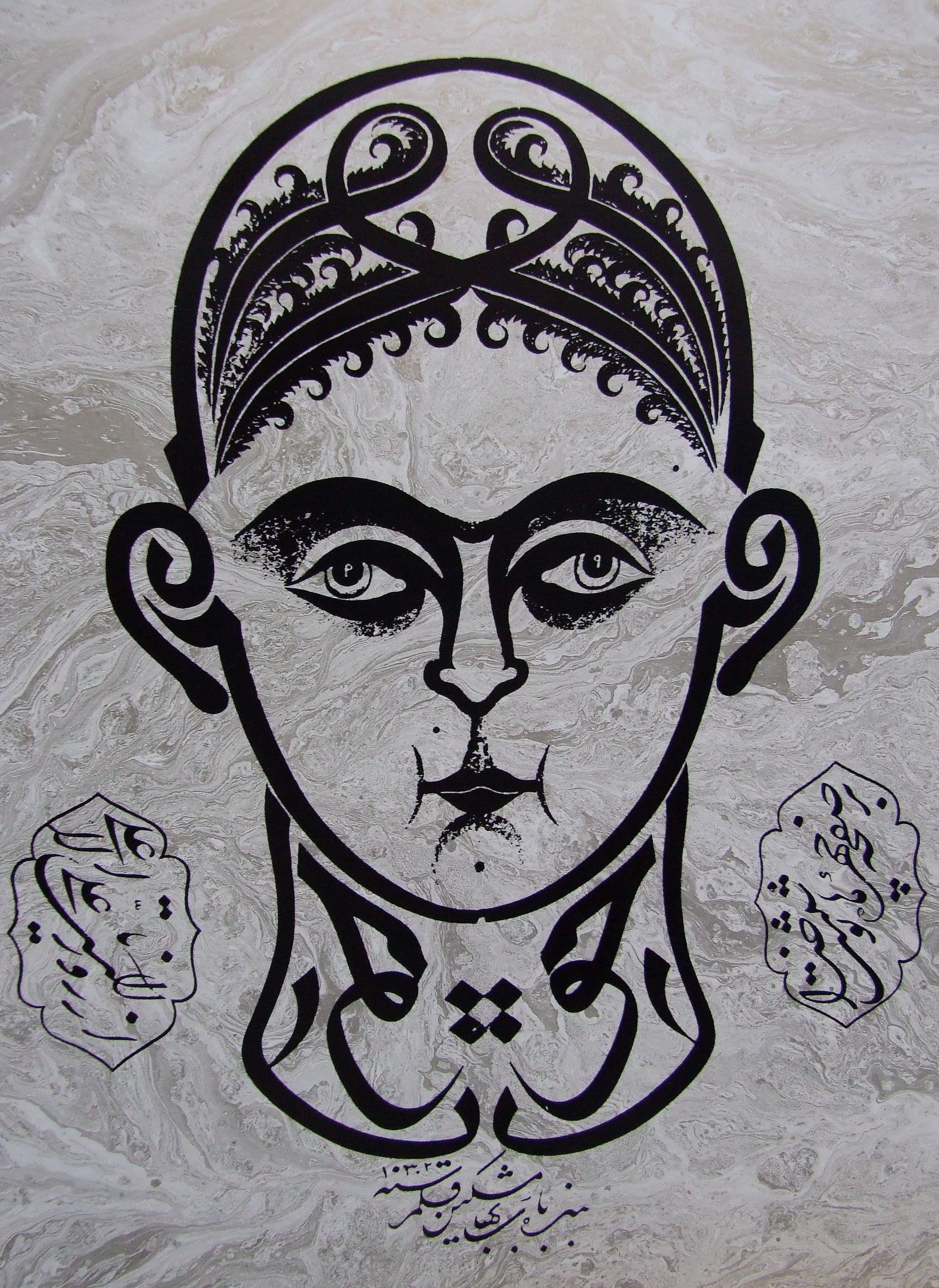
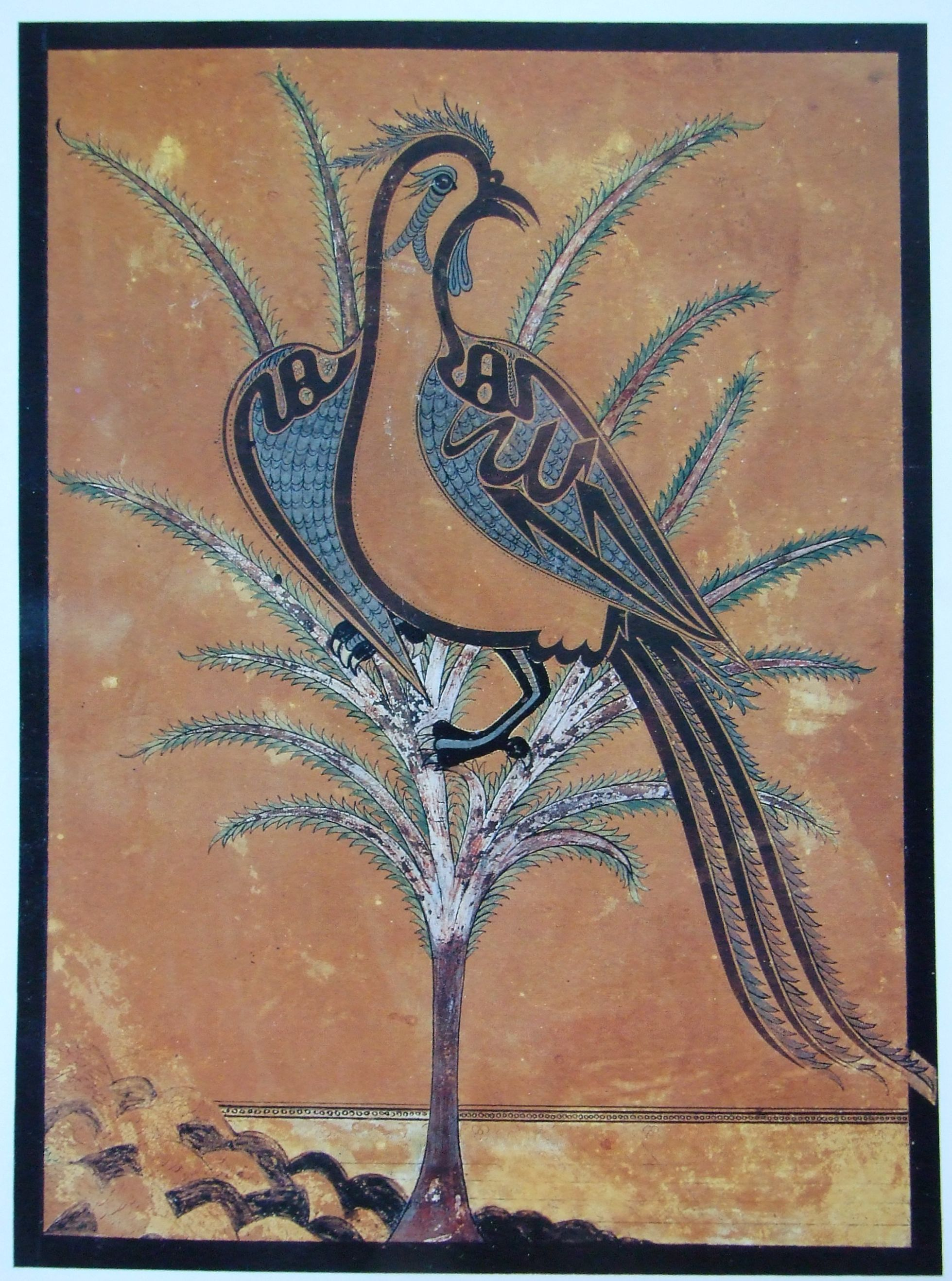

## 引用
- ʻAbdu'l-Bahá. . US Baháʼí Publishing Trust. 1971  [2021-10-03]. ISBN 0-87743-041-1. （原始内容存档于2022-06-16）.
- Balyuzi, H.M. . The Camelot Press Ltd, Southampton. 1985. ISBN 0-85398-152-3.
- Society for Persian Letters & Arts, Landegg Academy, Switzerland. . Darmstadt, Germany: Reyhani. 1992. ISBN 3-906714-01-2.

## 外部鏈接
- ICOM: The Conservation and Restoration of a 19th-century Calligraphy of a Baha'i Writing in Arabic, by S. Ishikawa and P. Ravines.